# 紀元前745年
紀元前745年（きげんぜん745ねん）は、西暦（ローマ暦）による年。紀元前1世紀の共和政ローマ末期以降の古代ローマにおいては、ローマ建国紀元9年として知られていた。紀年法として西暦（キリスト紀元）がヨーロッパで広く普及した中世時代初期以降、この年は紀元前745年と表記されるのが一般的となった。

## 他の紀年法
- 干支 : 丙申
- 中国
  - 周 - 平王26年
  - 魯 - 恵公24年
  - 斉 - 荘公贖50年
  - 晋 - 昭侯元年
  - 秦 - 文公21年
  - 楚 - 蚡冒13年
  - 宋 - 宣公3年
  - 衛 - 荘公揚13年
  - 陳 - 文公10年
  - 蔡 - 宣侯5年
  - 曹 - 桓公12年
  - 鄭 - 武公26年
  - 燕 - 鄭侯20年
- 朝鮮
  - 檀紀1589年
- ユダヤ暦 : 3016年 - 3017年

## できごと
- 6月25日 - ローマを含むイタリア半島で日食[1]。この年の記録から、ロームルスの即位による王政ローマの成立、即ち古代ローマの成立はローマ紀元1年の紀元前753年ではなくこの紀元前745年の4月21日だった可能性が指摘されている。
- この頃、ティグラト・ピレセル3世がアッシリア王となる。軍制改革が行われ常備軍が導入される。
- 晋の昭侯が叔父の成師を曲沃に封じた[2]。

## 死去
- アッシュール・ニラリ5世
- 陳の文公